# Петър Петров (географ)
Вижте пояснителната страница за други личности с името Петър Петров.
Петър Василев Петров е български учен, географ, ландшафтен еколог. Дългогодишен преподавател, професор в Софийския университет, председател на Българското географско дружество.

## Биография
Роден е на 15 септември 1933 г. Завършва география с допълнителна специалност геология в Софийския университет. Лаборант е в Главна дирекция „Геоложки и минни проучвания“ (1952 – 1953), след което работи в почвения институт на БАН/ССА (1957 – 1962). Защитава докторска дисертация в Московския държавен университет. През 1974 г. създава първата ландшафтна карта на България в мащаб 1:400 000. Той е първият български учен, който защитава дисертационен труд в направлението Ландшафтознание. Темата му е „Физикогеографско райониране на България на ландшафтно-типологична основа“. С това поставя началото на типологичното направление на науката за ландшафта в България.
Асистент, старши асистент, главен асистент в Геолого-географския факултет на СУ (1963 – 1977). През 1977 г. е избран за доцент във факултета. През 1981 г. е избран за заместник-декан на ГГФ, а от 1985 до 1989 г. е декан на същия факултет. Тогава написва първия учебник по ландшафтознание за студентите, издаден от Университетското издателство през 1990 г.
През 1992 г. е избран за професор в Специализирания научен съвет по географски науки при ВАК, но дипломата си получава едва през 1994 г., след което в продължение на повече от 10 години е председател на СНС – до 2007 г. От 2001 г. е пенсионер.
Като хоноруван преподавател изнася лекции в Смолянския филиал на Пловдивския университет „Паисий Хилендарски“ и в СУ „Климент Охридски“ по „Природна география на България“, „Природоползване в туризма“, „Геоекология“, „Защитени природни обекти в България“ и по „Основи на кадастъра“ пред студенти от няколко специалности, а от 2009 г. изнася лекции по „Ландшафтознание и екология на населените места“ в Минно-геоложкия университет пред студентите от IV курс, специалност „Екология и опазване на околната среда“.
Често е включван в научни журита към научни институции при конкурси за заемане на академични длъжности и защита на докторски дисертации. Автор е на над 200 научни в областта на ландшафтната екология и геоекологията, ландшафтното и териториално устройство, геоморфологията и морфометрията, рекреацията и екотуризмът, защитените природни обекти.
Проф. Петър Петров е член-кореспондент на Международната академия на науките на Евразия, заместник-председател на Националния комитет по география, носител на Почетния знак на Софийския университет „Св. Климент Охридски“ със синя лента, дългогодишен член на Съюза на учените в България, на Международната асоциация по Ландшафтна екология и на Европейското дружество по ерозия на почвите, Декан на Геолого-географски факултет на Софийския университет (1985 – 1989), ръководител на катедра Ландшафтознание и опазване на природната среда на Геолого-географския факултет (1988 – 1992), главен редактор на Годишника на Софийския университет „Св. Климент Охридски“ – книга 2 – география (1985 – 2003). Инициатор е за възстановяването на Българското географско дружество през 2014 г. и негов почетен председател.
Умира в София на 23 октомври 2015 г.

## Публикации
- „Рила – природа и ресурси“, 1982 – монография
- „Ландшафтознание“, 1990 – учебник за университета
- 3 учебника за средните училища – в съавторство